# Fender Stratocaster
Fender Stratocaster je legendarna kitara, ki je nastala leta 1954. Je temelj, na katerem so se gradili dizajni vseh prihodnjih električnih kitar. Bila je prva kitara z dvema rogoma - zgornjim in spodnjim. Nastala je iz modela Fender Telecaster. Prvi pomembni glasbenik, ki jo je uporabljal, je bil rock'n'roll pionir Buddy Holly - pa tudi instrumentalna zasedba The Shadows je na dveh Stratocastrih gradila svoj stil. Sredi šestdesetih ta kitara ni bila več popularna in skoraj je šla v pozabo, a se je pojavil Jimi Hendrix, ki je na njej zganjal virtuozne umetnije in so vsi kitaristi začeli kupovati Stratocastra. Od takrat pa vse do danes je njegova pozicija neomajna - z vsakim novim desetletjem postane le še večja legenda. Stratocaster najraje uporabljajo moderni blues kitaristi, komercialisti, redkeje pa heavy metalci (ki imajo predelan model - z močnejšimi humbucker magneti) in country zasedbe - ki imajo raje Telecaster. V jazzu se praktično ne uporablja, Boogie kitaristi ga pa imajo radi.
V osnovi ima Stratocaster dva modela: mapleneck (vrat iz enega kosa javora, prečke montirane direktno nanj), ki ima trši ter ostrejši zvok - in rosewood (na javorov vrat je prilepljena približno pol centimetra debela plast palisandra, na to plast pa montirane prečke), ki ima mehkejši in širši zvok. Na primer Ritchie Blackmore je vedno igral na mapleneck. Mapleneck vratovi so bolj obstojni skozi čas, medtem ko rosewood radi narahlo popokajo zaradi znoja.
Razlikujejo se tudi glave. Modeli iz petdesetih (pogovorno 50's) in šestdesetih let (60's) imajo manjše glave. Modeli 70's pa precej večje in širše. Leo Fender je sam priznal, da je idejo za to glavo dobil, ko je potoval po Slavoniji in je zagledal tamburice.
Stratocaster je najbolj uporabljana kitara vseh časov. Kot je razvidno iz seznama spodaj, so nanjo igrali in še danes igrajo najbolj markantni kitaristi blues ter rock glasbe. Osupljivo je, da to kitaro v izvirnem stanju (brez menjave magnetov) uporablja Yngwie Malmsteen - in to za heavy metal glasbo. 

## Legenda
Hank Marvin je naročil Cliffu Richardu, naj mu leta 1955 prinese iz ZDA kitaro Fender Telecaster. Cliff je odšel v tovarno in dejal, naj mu dajo najnovejši model. Dali so mu Stratocaster. Ko je kitaro pripeljal v Anglijo, je bil Hank neprijetno presenečen. Že v nekaj tednih pa je s pomočjo vibrato sistema skomponiral nove skladbe. In je svetovna glasba dobila nove smernice čisto po naključju. Vir: Randy Bachman (Bachman-Turner Overdrive)

## Stratocaster kitaristi
- Buddy Holly
- Jimi Hendrix
- Mark Knopfler (Dire Straits)
- Eric Bell (Thin Lizzy)
- Glenn Tipton (Judas Priest)
- Hank Marvin (The Shadows)
- John Kelman (The Wimple Winch)
- Ritchie Blackmore ( Deep Purple , Rainbow, Blackmore's Night )
- Jeff Beck
- Eric Clapton
- Steuart Smith (trenutno The Eagles)
- Jean-Pierre Danel
- Adrian Smith (Iron Maiden)
- John Frusciante (Red Hot Chili Peppers)
- David Gilmour (Pink Floyd)
- Buddy Guy
- Chris Rea
- Tommy Bolin (Deep Purple)
- Dave Murray (Iron Maiden)
- Stevie Ray Vaughan
- Yngwie Malmsteen
- Ian D'Sa (Billy Talent)
- Rory Gallagher
- Billie Joe Armstrong (Green Day)
- The Edge (U2)
- Eric Johnson
- George Harrison
- Trevor Rabin (Yes)
- Robert Cray
- Janick Gers (Iron Maiden)
- Jimmy Page (Led Zeppelin)
- Mike McCready (Pearl Jam)
- Frank Zappa
- Gary Moore
- Bob Bogle (The Ventures)
- Don Felder